# Luis de Riaño

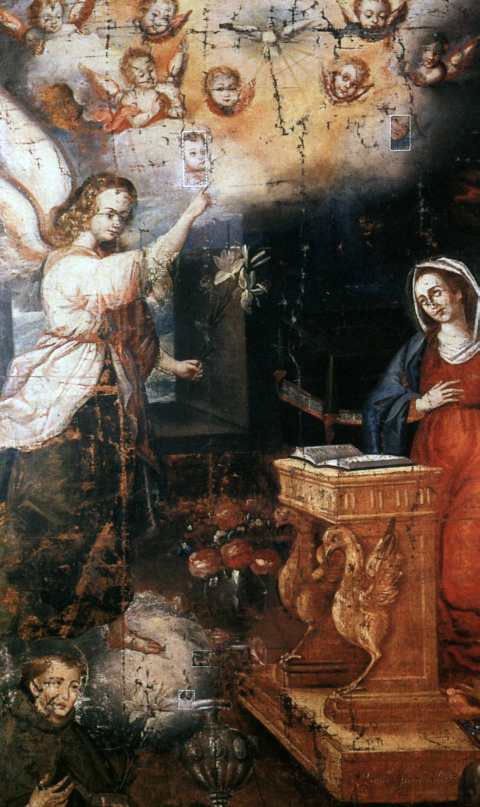
La anunciación de la Virgen, 1632. Lima, Museo Pedro de Osma.

Luis de Riaño (Lima, 1596-1667), pintor, fue un importante representante peruano de la pintura colonial y el más importante discípulo de Pedro Medoro. Como limeño aprendió de Medoro su estilo contramanierista y lo introdujo en la pintura cusqueña.

## Obras
- Inmaculada Concepción, Convento de la Recoleta, Cusco
- Bautismo de Cristo, Iglesia de San Pedro, Andahuaylillas (Cusco)
- San Miguel arcángel, Iglesia de San Pedro, Andahuaylillas, Cusco
- Cuatro lienzos relacionados con la Vida de San Pedro, Iglesia de San Pedro, Andahuaylillas, Cusco
- Dos lienzos relacionados con la Vida de San Pablo, Iglesia de San Pedro, Andahuaylillas, Cusco
- Inmaculada (1638) Monasterio de Santa Catalina, Cusco
- Santa Catalina de Alejandría Colección particular, Cusco
- Anunciación de la Virgen por Arcángel Miguel Colección Pedro de Osma
- Los desposorios de la Virgen
- Bautismo de Cristo

- Datos: Q5984544